# Kim tự tháp Nyuserre
Kim tự tháp Nyuserre (hay Niuserre), là một khu phức hợp chôn cất được xây dựng cho pharaon Nyuserre Ini, vua thứ sáu của Vương triều thứ 5 trong lịch sử Ai Cập. Người ta tin rằng, đây là phức hợp kim tự tháp cuối cùng được xây dựng tại Abusir, và nó có tên gọi là "Nơi ở vĩnh hằng của Nyuserre".
Các kim tự tháp của Sahure (ông nội của Nyuserre), Neferirkare (cha của Nyuserre), Neferefre (anh của Nyuserre) được xếp dọc theo một đường chéo hướng đến thành phố Heliopolis. Tuy nhiên, Nyuserre đã phá vỡ mô hình trên bằng cách cho đặt kim tự tháp của mình nằm ngay giữa kim tự tháp của ông nội và cha. Điều này cho phép ông hợp nhất con đường đắp cao và đền thờ thung lũng của Neferirkare vào phức hợp của mình. Tuy nhiên, điều này đã khiến cho phần đất xây dựng của Nyuserre bị thu hẹp, do đó kim tự tháp của ông lại nhỏ hơn so với những cái xung quanh.

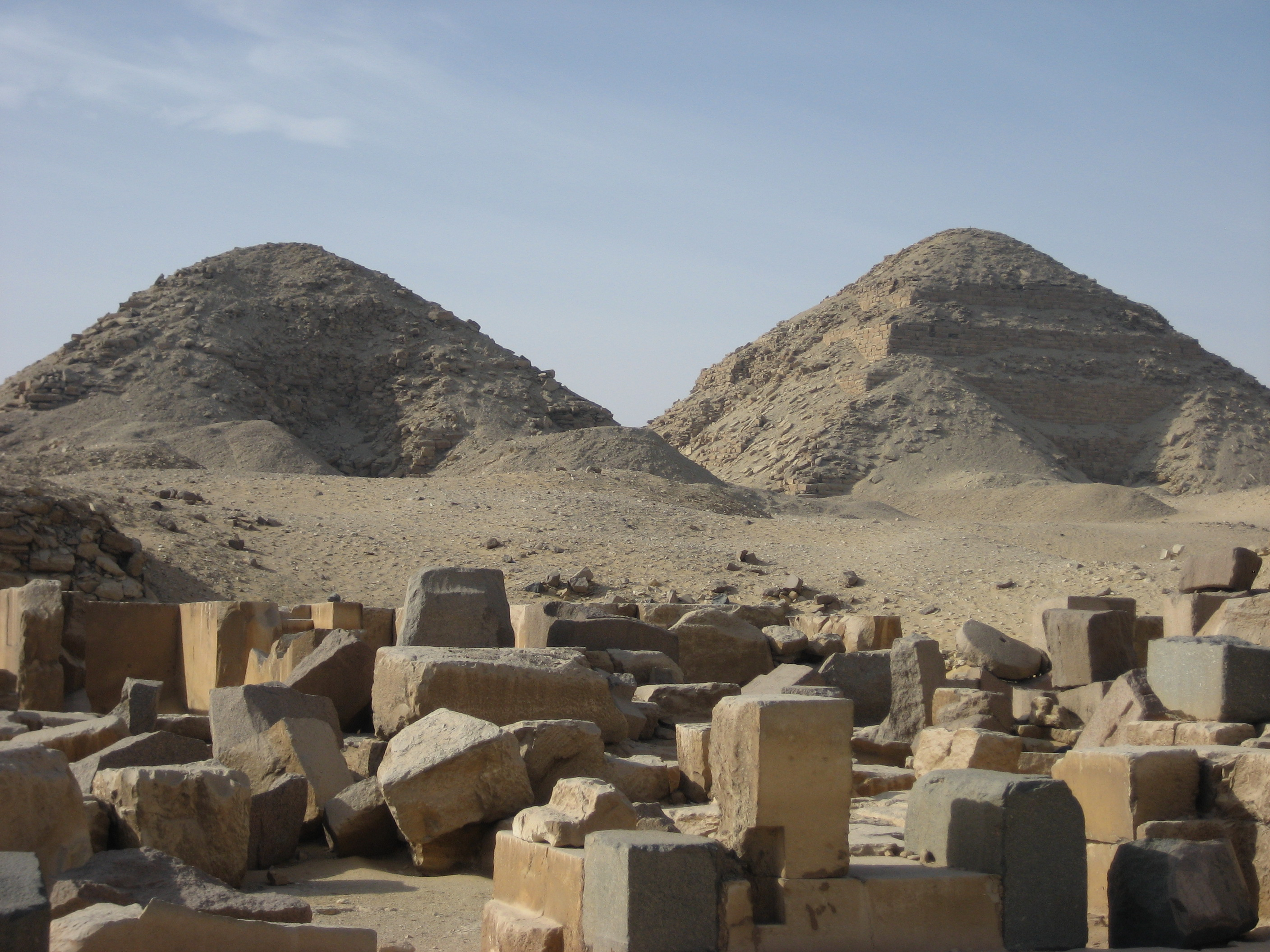
Kim tự tháp của Nyuserre Ini (trái) và Neferirkare (phải)

## Lịch sử khảo cổ
Năm 1838, nhà Ai Cập học người Anh John Shae Perring đã tìm thấy lối vào các kim tự tháp của Sahure, Neferirkare và Nyuserre. 5 năm sau, Karl Richard Lepsius đã đánh số cho kim tự tháp này là XX nhưng lại không nghiên cứu nhiều về nó. Năm 1902, nhà Ai Cập học người Đức Ludwig Borchardt đã tái khảo sát các kim tự tháp Abusir và phát hiện ra được sự thông nhau giữa các đền đài. Đàn khảo cổ đến từ Đại học Charles (Cộng hòa Séc) đã lên một kế hoạch khai quật lâu dài nơi này vào những năm 1960.

## Cấu trúc phức hợp

### Đền thờ và kim tự tháp vệ tinh
Ngôi đền thung lũng được xây trên nền móng ban đầu của Neferirkare, cũng như con đường đắp cao. Tương tự như đền thung lũng của vua Sahure, lối vào nằm ở phía tây với 2 hàng cột đá granite hồng, dẫn đến một bờ dốc thoải lát đá bazan. Hai bên tường là những phù điêu rất đẹp. Ở giữa đền đặt rất nhiều bức tượng. Trong có 3 bức tượng của nhà vua phía tây, 1 đầu tượng thạch cao của hoàng hậu Reptynub và 1 bức tượng sư tử bằng đá granite hồng.

Đường đắp cao nối giữa ngôi đền thung lũng và đền thờ tang lễ vẫn còn nằm bên dưới cát, chưa được nghiên cứu kỹ lưỡng. Con đường này được lát đá bazan đen, chia làm hai nhánh, một dẫn đến đền tang lễ và một dẫn đến phức hợp của Neferirkare. Những vật liệu xây dựng con đường này sau đó lại được sử dụng để xây mộ cho các tư tế của Nyuserre.

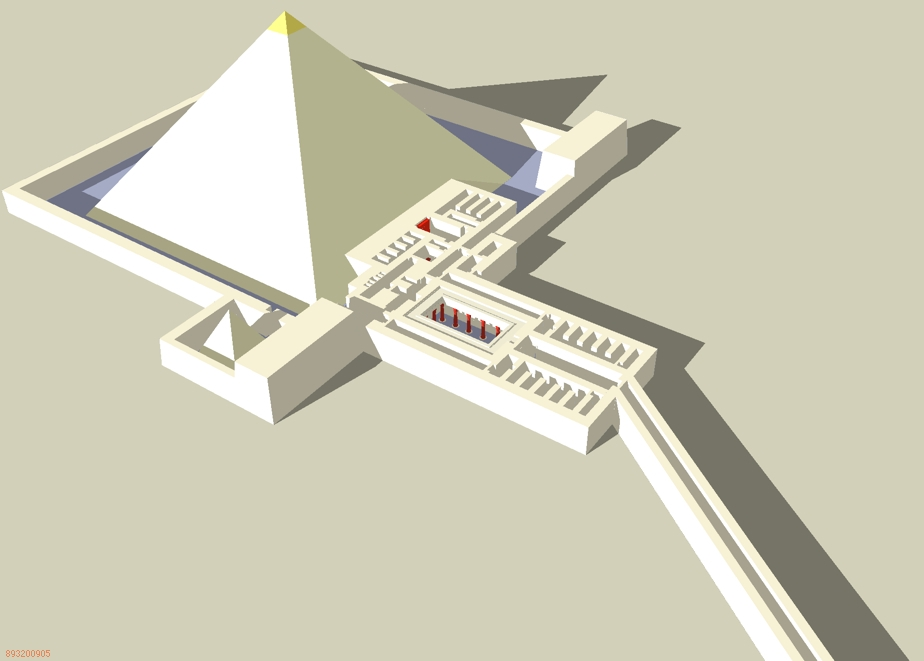
Mô hình cấu trúc của phức hợp Nyuserre

Đền tang lễ phía đông khá đặc biệt, được xây theo hình chữ L và trải dọc về phía nam, gồm rất nhiều phòng kho và 5 hốc tượng. Điều này là do các ngôi mộ mastaba đã được xây dựng ở xung quanh đó. Ở hốc tượng góc tây bắc có giữ một pho tượng granite hồng của một con sư tử đang nằm, hiện đã bị vỡ và được lưu giữ tại Bảo tàng Cairo. Lối vào dẫn đến một khoảng sân được lát đá bazan, có 16 cột đá được trang trí với những ngôi sao để đỡ mái che. 2 bức tường chạy dọc theo hành lang chỉ còn là phế tích. Bên trong sân là dấu tích của một bàn thờ đã vỡ. Những cảnh hiến tế súc vật và những nghi thức tôn giáo được khắc họa trên tường của ngôi đền tang lễ.

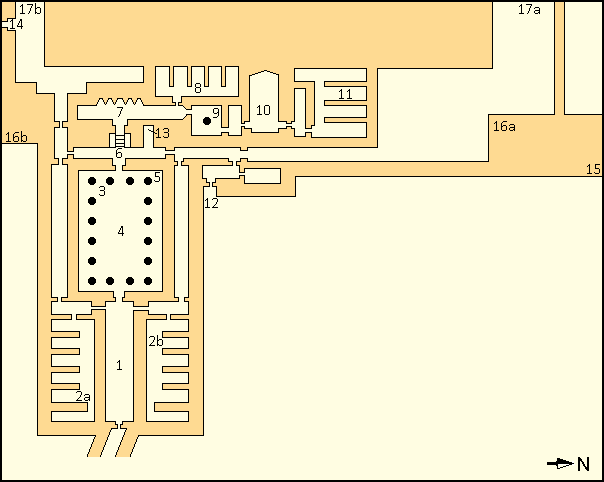
Cấu trúc của đền thờ tang lễ

Một kim tự tháp nhỏ nằm ở góc đông nam kim tự tháp chính, được vây quanh bởi một bức tường, có một khoang hình chữ T bên dưới. Đây chỉ là một miếu thờ, là nơi cất giữ linh hồn của nhà vua. Borchardt đã nhầm lẫn khi mô tả đây là một kim tự tháp của hoàng hậu.

### Kim tự tháp
Lõi kim tự tháp có 7 tầng được làm từ đá vôi, bên ngoài được phủ thêm một lớp đá vôi trắng nữa. Chiều cao đo được của nó là gần 52 mét, các cạnh dài 80 mét và dốc 51°. Những tên trộm bằng đá đã lấy đi phần lớn đá vôi trong các phòng làm suy yếu cấu trúc bên dưới.
Lối vào kim tự tháp nằm ở mặt phía bắc được lát đá vôi và granite, dẫn xuống một hành lang bị chặn bởi 3 khối đá granite. Hành lang sau đó dẫn đến 2 căn phòng: phòng ngoài và phòng chôn cất. Trần của cả hai phòng đều được kê những khối đá vôi để chống lại những tác động của động đất. Những cảnh vẽ rời rạc trên tường phòng có thể là những mô tả về chiến dịch quân sự chống người Libya. Thật đáng tiếc là không có bất cứ những gì được tìm thấy từ trong phòng chôn cất của nhà vua.

## Kim tự tháp Lepsius XXIV và XXV
Có 2 ngôi mộ kim tự tháp nằm ở phía nam của phức hợp, được gọi là Lepsius XXIV và XXV, được cho là thuộc về những bà hậu phi của Nyuserre, dù không có bằng chứng xác đáng. Những kim tự tháp nhỏ này đã bị hư hỏng nặng nề, và Miroslav Verner hy vọng rằng, sẽ không có những phát hiện gì đặc biệt trong quá trình khai quật.

### Lepsius XXIV

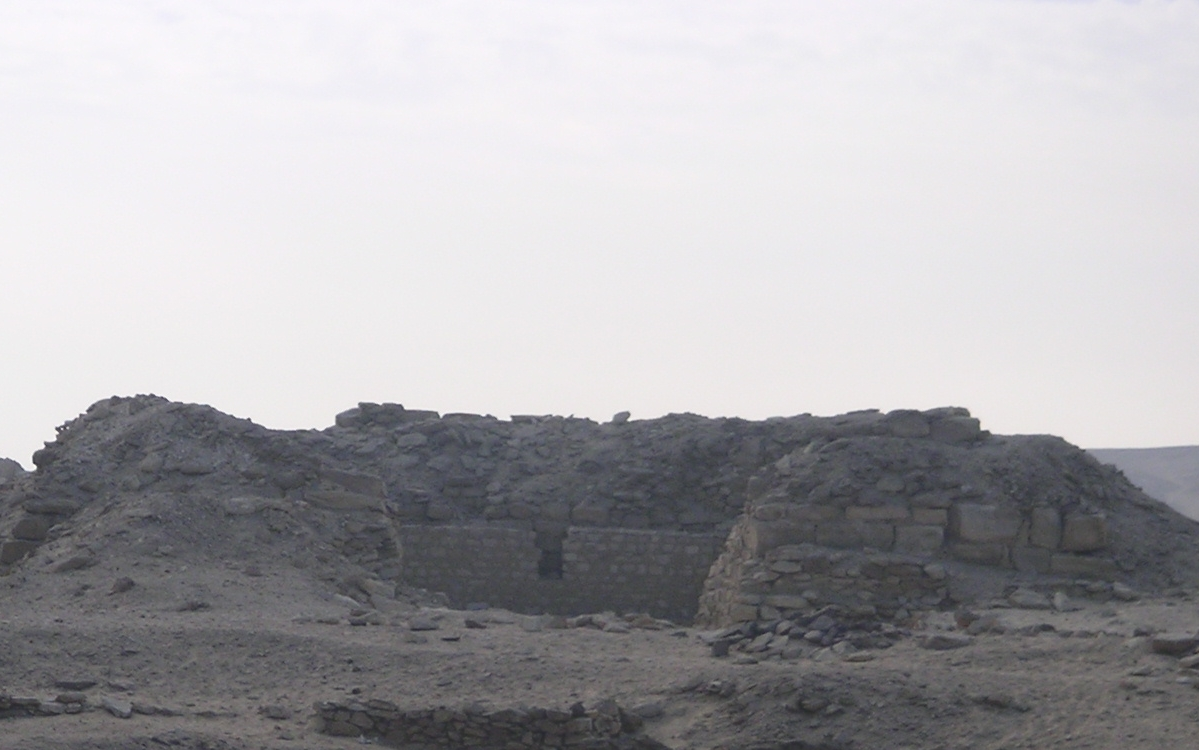
Tàn tích của Kim tự tháp XXIV

Lepsius XXIV được nghiên cứu một cách không liên tục vào khoảng thời gian 1980 - 1994. Đây là một phức hợp nhỏ gồm 1 đền thờ có cấu trúc khá đơn giản, 1 kim tự tháp chính và 1 kim tự tháp vệ tinh, tất cả đều bị thiệt hại. Trong đống đổ nát, người ta tìm thấy những mảnh vỡ của một cỗ quan tài bằng granite hồng bên dưới kim tự tháp chính, những vật dụng tùy táng và đặc biệt, xác ướp đã bị hủy hoại của một phụ nữ chết trẻ, tầm 20 - 25 tuổi. Xác ướp đã được lấy đi phần não, một tập tục ướp xác chỉ có từ thời Trung vương quốc, cho thấy người phụ nữ này đã được nhập táng vào những thời kỳ sau.
Không có một chứng thực cho thấy tên của chủ nhân kim tự tháp này. Những vật dụng tìm được trong mộ là những hũ thạch cao, bình đựng nội tạng và cây nạy bằng đồng để mở miệng người chết.

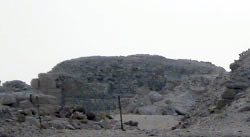
Kim tự tháp Lepsius XXV

### Lepsius XXV
Một nghiên cứu bên ngoài ngôi mộ cho thấy, nó được xây dựng trong triều đại của Nyuserre. Cuộc khai quật được tiến hành bởi nhóm khảo cổ của Verner từ năm 2001 đến năm 2004. Đây là một kim tự tháp đôi, ngôi mộ phía đông được gọi là XXV/1 và phía tây là XXV/2. Có 2 xác ướp của phụ nữ đã bị phá hủy chôn dưới kim tự tháp này, tuy nhiên vẫn không xác định được danh tính của họ. Trong khi Verner cho rằng đây là một lăng mộ kim tự tháp thì Dušan Magdolen lại cho đây chỉ một ngôi mộ mastaba đôi thông thường.